# Ștefan cel Mare (Călărași)
Ştefan cel Mare è un comune della Romania di 3 352 abitanti, ubicato del distretto di Călărași, nella regione storica della Muntenia.